# هنو وماروش
هنو وماروش (بالأمازيغية ⵀⵏⵏⵓ ⵓⵎⴰⵕⵓⵛ) مناضلة وسياسية أمازيغية، من مواليد قرية تلمي سنة 1961، اشتهرت بمشاركتها في الاحتجاجات المنددة بالتهميش والمطالبة بتمكين المرأة القروية من حقوقها.

## حياتها

### الولادة والنشأة
ولدت هنو وماروش سنة 1961 في جماعة تلمي قيادة امسمرير،إقليم تنغير، جهة درعة تافيلالت. تزوجت وهي طفلة صغيرة لا تتجاوز 12 سنة، ثم تطلقت في نفس العمر ولم تتزوج بعد ذلك. تَعتبر هنو وماروش حياة الفقر والمعاناة التي يطلق عليها المغاربة اسم "تمارا" أكبر مدرسة لها،أما المدرسة فلم تقض فيها سوى أربع سنوات.

### رسالتها إلى الملك
اشتهرت هنو وماروش برسالتها الشفوية الموجهة للملك محمد السادس والتي انتشرت في موقع يوتيوب ومواقع أخرى،كان ذلك خلال احتجاجات عرفتها منطقتها نددت من خلالها الساكنة بزعامة هنو وماروش بالتهميش والفقر وغياب البنيات التحتية. كانت هذه الرسالة عبارة عن دعوة للملك محمد السادس لزيارة بلدتها والإطلاع على أوضاع السكان فيها. عُدّت هذه الرسالة السبب في شهرة هنو وماروش وخروجها إلى الأضواء، بعدها مباشرة سارعت العديد من المنابر الإعلامية من إذاعات وقنوات تلفزية وجرائد ومواقع إليكترونية لاستضافتها وإجراء حوارات معها، حيث شاركت في العديد من البرامج التلفزية والإذاعية، كان أحدها مع قناة تمازيغت الذي كررت فيه دعوتها للملك لزيارة بلدتها.كما حاولت العديد من الأحزاب استقطابها منذ ذلك الوقت.

### ولوج عالم السياسة
ولجت هنو وماروش عالم السياسة سنة 2015 من بوابة حزب التجمع الوطني للأحرار،بعدما ظلت لسنوات ترفض التحزب، وبعدما كانت من أكبر الداعين لمقاطعة انتخابات 2007. تمكنت هنو وماروش من شغل منصب مستشارة جماعية بجماعة تلمي بين 2015 و2021.الطموح السياسي لهنو وماروش لم يتوقف عند حدود جماعتها تلمي، بل قادها إلى النجاح في الظفر بمقعد في المجلس الإقليمي لتنغير في انتخابات 2021.

### لقاء مارسيل خليفة
سنة 2015 التقت هنو وماروش المغني اللبناني مارسيل خليفة، بصفته سفيرا لبرنامج "أمل" لدعم قيادات التغيير المنظمة من طرف أوكسفام،وذلك في إطار الزيارة التي قام بها إلى مناطق الجنوب المغربي، وتحديدا أثناء حطه الرحال في تنغير. هنو بمزاحها المعهود اشترطت على مارسيل خليفة للزواج بها مهرا اعتبر غريبا وهو عبارة عن تعبيد الطريق إلى بلدتها وبناء ثانوية ومستشفى بها.

### زيارة الصين
سنة 2018 شاركت هنو وماروش وبدعم من المجلس الجهوي لدرعة تافيلالت ضمن وفد شارك في فعاليات برنامج التعاون بين هذه الجهة وجهة نينغشيا الصينية.